# Halberstadt D.I
Halberstadt D.I là một mẫu thử máy bay tiêm kích chế tạo ở Đức năm 1916.

## Tính năng kỹ chiến thuật
Đặc điểm tổng quát
- Kíp lái: 1
- Sải cánh: 8.80 m (28 ft 10 in)
- Diện tích cánh: 23.6 m2 (254 ft2)
- Trọng lượng rỗng: 550 kg (1.210 lb)
- Trọng lượng có tải: 740 kg (1.630 lb)
- Powerplant: 1 × Mercedes D.I, 75 kW (100 hp)

Vũ khí trang bị
- 1 × súng máy MG 08 7,92 mm (.312 in)